# Harlingen Haven vasútállomás
Harlingen Haven vasútállomás vasútállomás Hollandiában, Harlingen városában.

## Vasútvonalak
Az állomást az alábbi vasútvonalak érintik:
- Harlingen–NieuweSchans-vasútvonal

## Kapcsolódó állomások
A vasútállomáshoz az alábbi állomások vannak a legközelebb:
- Harlingen vasútállomás